# Producto licenciado

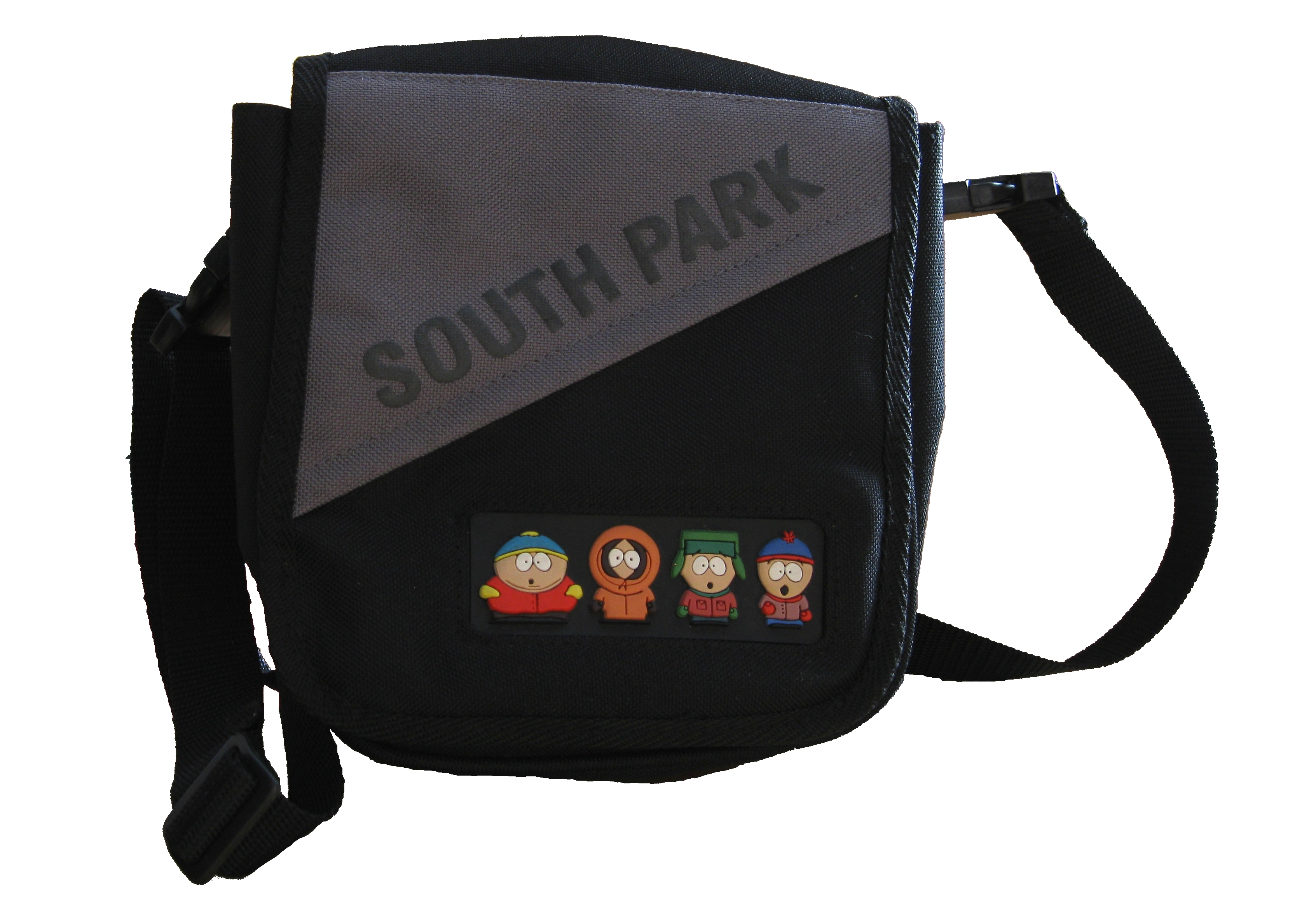
Un Producto Licenciado

Un producto licenciado o tie-in (en inglés: relacionar)  es aquel que se vende apoyado fundamentalmente en la marca o imagen de otro producto o servicio.
Las marcas, logos o imágenes como las de determinados personajes pueden licenciarse para su uso en productos como ropa, juguetes o productos de alimentación, fabricándose objetos que representan al elemento licenciado o utilizando en ellos las imágenes sujetas a licencia, en la confianza de que las ventas serán mayores que las del mismo producto sin tal imagen. Los productos licenciados pueden ser una importante fuente de ingresos para los beneficiarios de la propiedad intelectual afectada, aunando la obtención de beneficios sobre los productos elaborados por terceros con la retroalimentación positiva sobre la imagen pública de su propio producto.
Popularmente, a los productos licenciados se los conoce como merchandising, un término que tiene también otros usos dentro del mundo del marketing.

## Productos dirigidos a la infancia
Los productos licenciados dirigidos predominantemente a la infancia suelen ser los relacionados con películas y juegos; especialmente durante el periodo de emisión de series de televisión asociadas a ellos. Incluyen gran variedad de productos, entre los que se encuentran los juguetes o figuras de acción que representan a los distintos personajes o a su equipamiento. Algunas veces, el proceso puede ser el contrario, con la creación de la película o serie televisiva a partir del juguete original. El primer ejemplo importante de esto último fue la serie He-Man and the Masters of the Universe, a comienzos del decenio de 1980, si bien esta ya es una práctica común en la programación infantil. 

## Productos dirigidos a jóvenes y adolescentes
Entre los productos específicamente dirigidos a jóvenes y adolescentes destacan los relacionados con deportes y, sobre todo, los relativos a grupos o estilos musicales, incluyendo los diseñados directamente por mercadotecnia como las boy bands o el formato Idol japonés.

## Productos dirigidos a adultos
Los más importantes son los relacionados con el deporte profesional y sus jugadores, así como aquellos que se relacionan con películas y series de televisión. En esta última categoría se incluyen de manera especial las películas y series de ciencia ficción, terror o fantasía, del tipo de Star Trek o Star Wars. En algunos casos, series pensadas inicialmente para un público infantil o adolescente ganan también la aceptación de un público adulto, generando productos que engloban a ambos sectores (Gundam).
Puede darse también el caso de que una marca o producto sin relación con la industria del entretenimiento obtenga el suficiente reconocimiento y popularidad como para que su simple inclusión en un objeto sin relación alguna con ella aumente las ventas del mismo. Un ejemplo de este fenómeno podría ser la ropa Harley-Davidson.

## Prop replicas
En el lado contrario a los productos licenciados se encuentran las prop replicas: recreaciones de la utilería de una película o serie de televisión realizadas artesanalmente por fanes. Las prop replicas se están convirtiendo en un fenómeno social, ya que cada vez son más los coleccionistas que prefieren reunir aquellos artículos que las medianas y grandes empresas no producen en masa y que en muchas ocasiones alcanzan niveles de calidad mayores que los de las réplicas licenciadas.